# Pierre Louis-Dreyfus

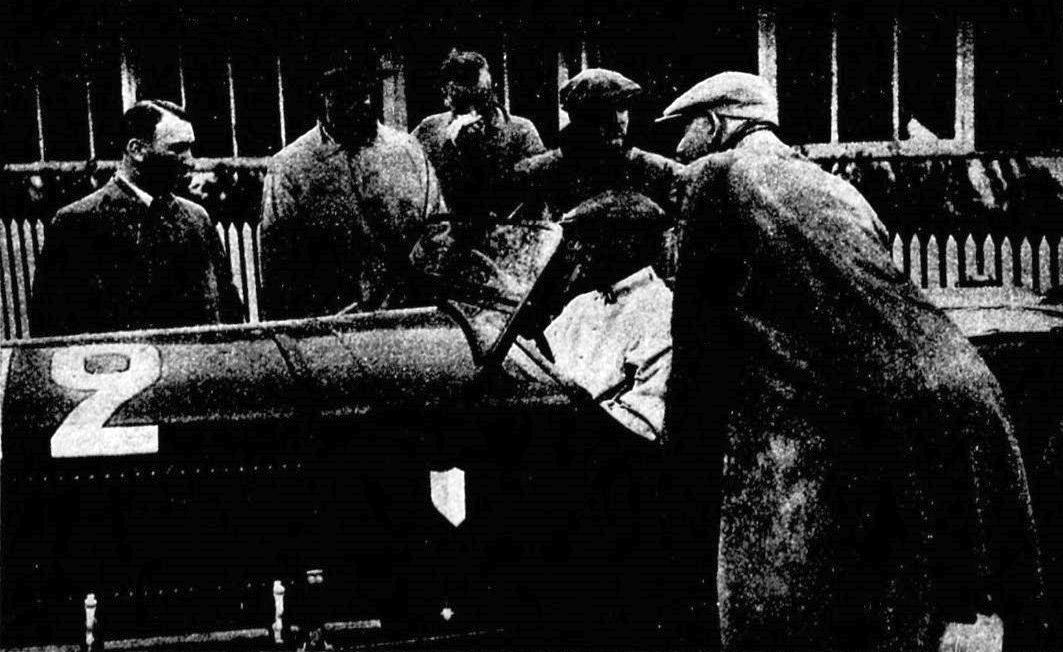
Pierre Louis-Dreyfus im Alfa Romeo 8C 2300 beim 24-Stunden-Rennen von Le Mans 1935

Guy Robert Pierre Philippe Louis-Dreyfus (* 17. Mai 1908 in Paris; † 15. Januar 2011 in Neuilly-sur-Seine) war ein französischer Bankier, Widerstandskämpfer der Résistance im Zweiten Weltkrieg, langjähriger Vizepräsident der Louis Dreyfus Group, Vater von Gérard Louis-Dreyfus, Großvater der Schauspielerin Julia Louis-Dreyfus und bis zu seinem Tod der älteste noch lebende Rennfahrer der 24 Stunden von Le Mans.

## Frühe Jahre
Pierre Louis-Dreyfus kam im Mai 1908 als Sohn von Charles Louis-Dreyfus im noblen 8. Pariser Arrondissement zur Welt. Sein Großvater Léopold Louis-Dreyfus gründete im 19. Jahrhundert eine Bank und später eine Reederei. Aus diesen beiden Unternehmen entstand später der Mischkonzern Louis-Dreyfus, der heute zu den 100 größten französischen Unternehmen zählt. Als Pierre Louis-Dreyfus zur Welt kam, war die Familie bereits sehr vermögend. Er besuchte die besten französischen Schulen und leistete 1928 seinen Militärdienst ab. 1929 trat er in das Familienunternehmen ein, in dem er bald wichtige Aufgaben übernahm. So war er von 1967 bis 1975 Vorstandsvorsitzender des Louis-Dreyfus-Konzerns und danach viele Jahre dessen Vizepräsident.
Pierre Louis-Dreyfus war ab 1929 mit der US-Amerikanerin Dolorès Neubaeur (1905-1987) verheiratet. Das Paar hatte zwei Söhne. Mit seiner zweiten Ehefrau Claude Singer (1915-2005) hatte er ebenfalls zwei Kinder, einen Sohn und eine Tochter.

## Résistance
Bei Beginn des Zweiten Weltkriegs trat er in die Französische Armee ein; bei den Kämpfen gegen die Wehrmacht wurde er zweimal ausgezeichnet. Nach der französischen Niederlage wurde er Mitglied der Résistance und wirkte unter Colonel Vautrin in Südfrankreich. Im Dezember 1942 musste er Frankreich verlassen und floh über Spanien und Portugal nach England.
Er kämpfte in der Forces françaises libres in Nordafrika und wurde 1944 Bordschütze bei den freien französischen Luftstreitkräften. Er flog 81 Einsätze über Belgien, den Niederlanden und dem Deutschen Reich und war dabei fast 200 Stunden in der Luft. Am Ende des Kriegs hatte er den Rang eines Hauptmanns erreicht.

## Motorsport
Neben seiner beruflichen Tätigkeit galt seine große Leidenschaft dem Motorsport. Ausgestattet mit genügend Kapital begann er in den frühen 1930er-Jahren Rennen zu fahren. Animiert wurde er dabei von seinem Schwager Antoine Schumann, der bereits seit einigen Jahren auf den Rennpisten aktiv war. An dessen Seite gab er 1931 sein Debüt beim 24-Stunden-Rennen von Le Mans. Bereits ein Jahr davor wurden die beiden Franzosen beim 24-Stunden-Rennen von Spa-Francorchamps auf einem Bugatti Gesamtvierte.
Dreyfus war ein schneller und unerschrockener Rennfahrer, betrieb diesen Sport aber nur als Zeitvertreib neben seiner beruflichen Tätigkeit. Er war der klassische Herrenfahrer, für den bei mehr Konsequenz eine große Karriere als Motorsportler möglich gewesen wäre. Umso erstaunlicher war sein Auftritt beim 24-Stunden-Rennen von Le Mans 1935, wo er nur durch einen Fehler seiner Boxenmannschaft einen möglichen Gesamtsieg verlor. Dreyfus, der sich einen Alfa Romeo 8C 2300 mit Henri Stoffel teilte, holte knapp vor Schluss nach einem längeren Boxenstopp auf den führenden Lagonda von Johnny Hindmarsh und Luis Fontés auf. Am Steuer der Lagonda saß Louis Fontés, der wegen Getriebeproblemen nur in hohen Gängen fahren konnte. Als Dreyfus den Lagonda überholte, wurden in seiner Box die Runden falsch gezählt und ihm signalisiert, er läge in Führung und solle den Wagen schonen. Der Franzose hatte sich aber erst zurückgerundet. Als der Fehler bemerkt wurde, war es schon zu spät. Dreyfus konnte zwar noch massiv Boden gutmachen, musste sich am Ende aber um zwei Wagenlängen geschlagen geben.
1936 erwarb er zwei Delahaye 135S, die er jedoch nie in einem Rennen einsetzte, sondern Freunden zu privaten Zwecken überließ. Er selbst wurde Werksfahrer bei Talbot und errang beim Grand Prix de la Marne den dritten und beim Grand Prix Comminges St Gaudens den zweiten Gesamtrang.
Nach dem Ende des Zweiten Weltkriegs begann er wieder Sportwagenrennen zu fahren. Beim ersten Le-Mans-Rennen nach dem Krieg war auch Dreyfus am Start. Auch bei diesem Rennen lag er in Führung, überdrehte jedoch den Motor seines Ferrari beim Anbremsen der Mulsanne und schied aus. Bis Mitte der 1950er-Jahre bestritt er Autorennen, oft für Luigi Chinetti, mit dem ihn eine lebenslange Freundschaft verband.
Seine Rennen bestritt Dreyfus fast ausschließlich unter Pseudonym. Als Ferret, Helde oder Ano-Nyme war er bei den nationalen und internationalen Veranstaltungen am Start und steht auch so in den diversen Startlisten.
Dreyfus starb am 15. Januar 2011 im Alter von 102 Jahren.

## Statistik

### Le-Mans-Ergebnisse
| Jahr | Team                         | Fahrzeug                      | Teamkollege      | Platzierung             | Ausfallgrund     |
| ---- | ---------------------------- | ----------------------------- | ---------------- | ----------------------- | ---------------- |
| 1931 | Antoine Schumann             | Bugatti Type 43               | Antoine Schumann | Ausfall                 | Kraftübertragung |
| 1932 | Pierre Louis-Dreyfus         | Alfa Romeo 8C 2300            | Antoine Schumann | Ausfall                 | Unfall           |
| 1935 | Pierre Louis-Dreyfus         | Alfa Romeo 8C 2300            | Henri Stoffel    | Rang 2 und Klassensieg  |                  |
| 1939 | Luigi Chinetti               | Talbot-Lago T26SS Figoni      | Antoine Schumann | Ausfall                 | Motorschaden     |
| 1949 | J. A. Plisson                | Ferrari 166MM                 | Jean Lucas       | Ausfall                 | Motorschaden     |
| 1950 | Luigi Chinetti               | Ferrari 195S Barchetta        | Luigi Chinetti   | Ausfall                 | Unfall           |
| 1951 | Luigi Chinetti               | Ferrari 340 America Barchetta | Louis Chiron     | Disqualifiziert         |                  |
| 1952 | Luigi Chinetti               | Ferrari 340 Amercia Barchetta | René Dreyfus     | Ausfall                 | Kupplungsschaden |
| 1953 | Automobili OSCA              | Osca MT4 1100 Coupe           | Mario Damonte    | Rang 18 und Klassensieg |                  |
| 1954 | Automobiles Deutsch & Bonnet | DB HBR                        | Jean Lucas       | Ausfall                 | Getriebeschaden  |
| 1955 | Pierre Louis-Dreyfus         | Ferrari 750 Monza             | Jean Lucas       | Ausfall                 | Motorschaden     |

### Einzelergebnisse in der Sportwagen-Weltmeisterschaft
| Saison | Team                 | Rennwagen         | 1   | 2   | 3   | 4   | 5   | 6   | 7   |
| ------ | -------------------- | ----------------- | --- | --- | --- | --- | --- | --- | --- |
| 1953   | Osca                 | Osca MT4          | SEB | MIM | LEM | SPA | NÜR | RTT | CAP |
| 1953   | Osca                 | Osca MT4          | 18  |     |     |     |     |     |     |
| 1954   | Deutsch & Bonnet     | DB HBR            | BUA | SEB | MIM | LEM | RTT | CAP |     |
| 1954   | Deutsch & Bonnet     | DB HBR            | DNF |     |     |     |     |     |     |
| 1955   | Pierre Louis-Dreyfus | Ferrari 750 Monza | BUA | SEB | MIM | LEM | RTT | TAR |     |
| 1955   | Pierre Louis-Dreyfus | Ferrari 750 Monza | DNF |     |     |     |     |     |     |